# Васенины (Орловский район)
 Васенины  — деревня в Орловском районе Кировской области. Входит в состав Орловского сельского поселения.

## География
Расположена на расстоянии примерно 1 км по прямой на юго-запад от райцентра города Орлова.

## История
Известна с 1926 года как деревня Васенины или Федора Тихонова, где дворов 25 и жителей 118, в 1950 22 и 58, в 1989 17 жителей. Настоящее название утвердилось с 1939 года. С 2006 по 2011 год входила в состав Подгороднего сельского поселения.

## Население
Постоянное население составляло 15 человек (русские 100%) в 2002 году, 16 в 2010.